# SALZ
SALZ ist eine seit 1975 erscheinende österreichische Literaturzeitschrift. Sie zählt heute zu den wichtigsten ihrer Art in Österreich.
Bis zum Juni 2018 erschienen 172 Nummern, die ersten 52 davon als Beilage der „Theaternachrichten“ des Salzburger Landestheaters. Seit dem Juni 1988 erscheint SALZ als selbstständige Zeitschrift, die von dem im Salzburger Literaturhaus beheimateten Verein Salzburger Literaturforum Leselampe herausgegeben wird.
Den Inhalt bilden überwiegend erstveröffentlichte Lyrik und Prosa. Dazu kommen Essays, Glossen und Informationen zum literarischen Leben und zur Literaturgeschichte, wobei Österreich und besonders die Region Salzburg den Schwerpunkt bilden. Titelseite und Innenteil jeder Ausgabe stellen in gutem Farbdruck das Werk einer bildenden Künstlerin oder eines Künstlers vor.
Ein jährliches Themenheft erscheint zu den Rauriser Literaturtagen, ein weiteres mit dem Titel „Nahaufnahmen“ stellt aktuelle Arbeiten von Autoren aus der Region Salzburg vor. Daneben erscheinen einzelne Themenhefte zu verschiedenen Bereichen, wie „Salzburger Dialektliteratur“ (Heft 129), „DichterInnen auf Lesereisen“ (Heft 133), „Nachbarliteratur – Rund um Österreich“ (Heft 137), „Zu Franz Innerhofer“ (Heft 146) und „Väter“ (Heft 149).
Der Inhalt der Zeitschrift wird von einem siebenköpfigen Redaktionsteam gestaltet: Christa Gürtler, Sarah Kraushaar, Fritz Popp, Ines Schütz, Anton Thuswaldner, Barbara Stasta (Koordination) und Hans Weichselbaum.
Die Zeitschrift wird von den Kulturbehörden der Stadt und des Landes Salzburg sowie vom Österreichischen Bundesministerium für Unterricht, Kunst und Kultur gefördert. Die Auflagenhöhe beträgt 1500, die Zahl der Abonnenten 700.